# می فگز
می فگز (انگلیسی: Mae Faggs; ۱۰ آوریل ۱۹۳۲ – ۲۷ ژانویهٔ ۲۰۰۰) دونده اهل ایالات متحده آمریکا بود.